# 236-й окремий батальйон територіальної оборони
236-й окремий батальйон теріторіальної оборони (236 об ТрО) — формування Сил територіальної оборони Збройних сил України. Дислокується у місті Кривий Ріг Дніпропетровської області. Батальйон перебуває у складі 129-ї окремої бригади територіальної оборони (Україна).
236-й окремий батальйон 129-ї ОБр ТрО у складі Сухопутних Військ ЗСУ - підрозділ, що акцентується на спеціалістах, які створюють основу боєздатності підрозділу та впроваджують технології і інновації в бойових діях. 
Основа батальйону - добровольці, багато з яких пройшли шлях від простого солдата до офіцера, отримали унікальний бойовий досвід на передовій і вміють приймати рішення.
Особовий склад тримають лінію оборони під постійним вогнем.
Окремий батальйон виконує оборонні бойові завдання, безпосередньо працює на передових позиціях.

## Історія
236 окремий батальйон територіальної оборони стоїть на захисті України з 26 лютого 2022 року, був сформований як 2-й батальйон 129-ї окремої бригади територіальної оборони (Україна) з добровольців. 
Дата офіційного створення — 10 березня 2022 року.
Перший комбат — підполковник Біндюг Сергій Леонідович.

## Емблема та прапор
Існує 10 різновидів прапора 236-ї об Тро.

## Структура
- Управління (штаб) батальйону
- 1 стрілецька рота
- 2 стрілецька рота
- Механізована рота
- Рота вогневої підтримки
- Окремий взвод розвідки
- Окремий взвод БПЛА та аеророзвідки
- Окремий інженерно-саперний взвод
- Мінометна батарея
- Окремий взвод матеріально-технічного забезпечення

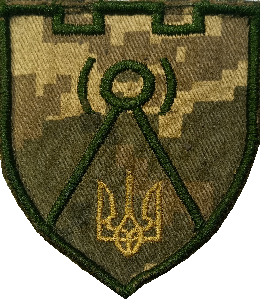

- Окремий взвод зв'язку